# Amphineurus umbraticus
Amphineurus umbraticus är en tvåvingeart som först beskrevs av Frederick Askew Skuse 1890.  Amphineurus umbraticus ingår i släktet Amphineurus och familjen småharkrankar. Inga underarter finns listade i Catalogue of Life.